# مضر
مضر الجد السابع عشر للنبي محمد بن عبد الله، وكان يكنى بابنه إلياس، وكان يقال له مضر الحمراء أحد الشعبين الرئيسيين الذين ينقسم إليهما جذم القبائل العربية العدنانية، إلى جانب ربيعة ويطلق عليهم اسم المضريين.

## نسبه وولادته
- هو مُضَرْ بن نزار بن مَعْد بن عدنان بن أدد بن قيدار بن إسماعيل.[1]

## أمه
خلافهم في أم مُضَرْ ثلاثة أقوال، بعد أن اتفقت كلمتهم على أنها ابنة عك بن عدنان:
1. القول الأول: هي سودة بن عك بن الديث بن عدنان. وعليه أكثر أهل النسب.
2. القول الثاني: هي خبية بنت عك وهو الحارث بن عدنان.
3. القول الثالث: هي شقيقة بنت عك. حكاه في الإشتاق، وهي هي أم ربيعة وأنمار ابنا نزار بن معد بن عدنان. قال البلاذري: وأم ربيعة وأنمار ابنا نزار بن معد بن عدنان هي الجذالة بنت وعلان بن جوشم بن جلهمة بن عمرو بن جرهم، قال: وقال بعضهم؛ اسم أم ربيعة وأنمار: الشقيقة بنت عك، والأول قول ابن الكلبي وهو أثبت.

- وهي في الجمهرة: الجذالة بنت وعلان بن جوشم بن جلهمة بن عمروبن هلينية بن دوة (دوة).
- وفي السيرة: فأم مضر وإياد سودة بنت عك، وأم ربيعة وأنمار شقيقة بنت عك ويقال جمعة بنت عك بن عدنان.
- قال الكلاعي في الاكتفاء: أم مضر وإياد وربيعة وأنمار: سودة بنت عك وقيل هي أم مضر خاصة وأما أم إخوته الثلاثة؛ أختها شقيقة ابنة عك، وقد قيل أن إياد شقيق لمضر أمهما معاً سودة.

## قبيلة مضر
وقد كانت مضر هي الفرع الأكبر مقارنة بربيعة، حتى إنه يستعاض أحياناً عن اسم عدنان باسم المضرية بمقابل القبائل المسماة باليمانية أو القحطانية، ويطلق ابن خلدون على اللغة العربية اسم «لغة مضر». وينتمي إلى مضر النبي محمد صلى الله عليه وسلم وقال ابن حجر: 
| مضر | و مضر بضم الميم وفتح المعجمة، يقال سمي بذلك لأنه كان مولعاً بشرب اللبن الماضـر وهو الحامض، وفيه نظر لأنه يستدعي أنه كان له اسم غيره قبل أن يتصف بهذه الصفة، نعم يمكن أن يكون هذا اشتقاقه ولا يلزم أن يكون متصفاً به حال التسمية، وهو أول من حدا الإبل. | مضر |

## فروع مضر
تنقسم قبائل مضر إلى قسمين رئيسيين هما قبائل قيس بن عيلان بن مضر وهم القيسية، وقبائل إلياس بن مضر وهم الخندفية:
- قبائل قيس بن عيلان وتتفرع إلى ثلاثة فروع هي:
  - بنو سعد بن قيس عيلان بن مضر: ومنهم قبائل:
    - غطفان: وتنقسم إلى: بني عبد الله، بني أشجع، بني ذبيان، بني عبس، بني أنمار، ومن ذبيان قبائل: فزارة وبني ثعلبة وبني مرة، وغطفان من من جماجم العرب الكبرى.
    - أعصر: وتنقسم إلى باهلة وغني والطفاوة.

  - بنو خصفة بن قيس عيلان بن مضر: ومنهم قبائل:
    - هوازن: وهي بدورها تنقسم إلى قسمين، قسم حجازي يسمى «عجز هوازن»، ويشمل قبائل ثقيف، وجشم بن معاوية بن بكر، ونصر بن معاوية بن بكر، وسعد بن بكر، وقسم نجدي يسمى عامر بن صعصعة يشمل قبائل مثل بني عقيل وبني كعب وبني كلاب وبني نمير وبني هلال وغيرها. وقد فسر البعض ضخامة هذه القبيلة بأنها في الأصل تشكلت كتحالف بين عامر بن صعصعة وهوازن الحجاز تحوّل مع مرور الزمن إلى نسب واحد. وهوازن من جماجم العرب الكبرى.[2]
    - بنو سليم: وكانت مساكنها شمال الحجاز قرب المدينة ثم هاجر جل القبيلة إلى شمال إفريقيا زمن الفاطميين باستثناء بقية صغيرة في موطن القبيلة الأصلي.
    - محارب ومازن.

  - بنو عمرو بن قيس عيلان بن مضر: ومنهم قبائل:
    - قبيلة فهم: ومساكنها في يلملم شمال شرق محافظة الليث.
    - قبيلة عدوان: ومساكنها في الحجاز.
- قبائل الياس بن مضر أو خندف وتتفرع إلى ثلاثة فروع هي:
  - بنو مدركة بن الياس بن مضر: ومنهم قبائل:
    - هذيل وتنقسم إلى بني سعد وبني لحيان ويسكنون في السراة المعروفة بسراة هذيل بالإضافة الى تهامة مكة
    - بنو أسد وتنقسم إلى بني دودان وبني كاهل وبني قعين وبني ثعلبة. معظمهم في العراق ولهم فروع في السعودية
    - قبيلة عضل. وبقيتهم في بني شعبة من كنانة دخلوا بها حلفا وما زالوا محتفظين بنفس اسمهم
    - بنو قارة
    - كنانة ومن قبائلها بنو النضر بن كنانة وهم قريش وتنقسم إلى: قريش وبني الدئل وبني ضمرة وبني ليث وبني بكر بن عبد مناة وبني حرام وبني شعبة وبني فراس وكنانة من جماجم العرب الكبرى.

  - بنو طابخة بن الياس بن مضر: ومنهم قبائل:
    - بني تميم وهي هامة مضر وكاهلها الشديد وتنقسم إلى بني عمرو وبني سعد وبني حنظلة وهي من جماجم العرب الكبرى.
    - قبائل الرباب وهم بنو عكل وبنو عدي وبنو تيم وبنو ثور وهي معدودةً في قبيلة بني تميم.
    - قبيلة مزينة وهي اليوم انضمت بالحلف في قبيلة حرب.
    - ضبة بن إد.

  - بنو قمعة بن الياس بن مضر: ومنهم قبائل:
    - بني كعب من خزاعة وهم حلف مع قبيلة خزاعة القحطانية.

## وصف قبائل مضر
دخل صعصعة بن ناجية المجاشعي الدارمي التميمي جد الفرزدق على رسول الله صلى الله عليه و سلم فقال: « كيف علمك بمضر؟ » قال: «يا رسول الله أنا أعلم الناس بهم تميم هامتها وكاهلها الشديد الذي يوثق به ويحمل عليه، وكنانة وجهها الذي فيه السمع والبصر، وقيس فرسانها ونجومها، وأسد لسانها». فقال النبي صلى الله عليه و سلم: «صدقت».

## لغة مضر
كان جميع العرب في حقبة ما قبل الإسلام في النصف الشمالي من شبه جزيرة العرب في بلاد الحجاز و بلاد نجد (اليمامة) و بلاد البحرين يتحدثون اللغة العربية الفصحى ب(لهجة مضر) و ينشدون الشعر العربي الفصيح بلهجة مضر

## طالع كذلك
- قائمة قبائل العرب

## وصلات خارجية
| سبقه نزار بن معد | نسب النبي محمد | تبعه إلياس بن مضر |